# Chemometrik
Unter Chemometrik oder auch Chemometrie versteht man die chemische Teildisziplin, die sich mit der Anwendung mathematischer und statistischer Methoden beschäftigt, um zum einen in optimaler Weise chemische Verfahren und Experimente zu planen, zu entwickeln oder auszuwählen. Zum anderen kann mit chemometrischen Methoden ein Maximum an chemischen Informationen aus experimentellen Messdaten extrahiert werden. Beispielsweise sind Spektren der Nahinfrarotspektroskopie nur mittels der Chemometrie auswertbar.
Die Chemometrik stellt damit auch eine Brücke zwischen der mathematischen, computergestützten Auswertung von analytischen Rohdaten einerseits und der wirtschaftlichen Auswertung andererseits dar. Das Feld kam in den 1970er Jahren auf.

## Techniken und Aufgaben
Als mathematische Werkzeuge und Strukturgleichungsmodelle stehen aus dem Bereich der multivariaten Datenanalyse unter anderem folgende Verfahren zur Verfügung
- Hauptkomponentenanalyse
  - Hauptkomponentenregression
  - Partielle Kleinstequadrate-Regression (PLS)
- Clusteranalyse
- Multiple lineare Regression.

Als weiteres Aufgabengebiet einzurechnen wäre das Thema LIMS (LaborInformationsManagementSystem), wobei es um die rechentechnische Unterstützung von laborinternen Abläufen geht, wie
- Probenmanagement
- Messwerteauswertung und -verwaltung
- Abrechnung der Messaufträge
- Qualitätsmanagement
- Dokumentation der Untersuchungen
- Archivierungs- und Datensicherungsaufgaben.